# Wendelin Werner
Wendelin Werner (* 23. září 1968 Kolín nad Rýnem, Německo) je německo-francouzský matematik pracující především v oblastech teorie pravděpodobnosti a matematické fyziky. Je nositelem několika vědeckých ocenění, včetně Fieldsovy medaile za rok 2006.